# Torsten Lamprecht
Torsten Lamprecht, genannt Lampe (* 19. September 1968; † 11. Mai 1992 in Magdeburg), war ein Bewohner Magdeburgs, der bei einem Angriff rechtsextremistischer Jugendlicher im Stadtteil Magdeburg-Cracau tödlich verletzt wurde.

## Leben
Lamprecht war bereits zur Zeit der DDR ein Punk. Nach dem Schulabschluss machte er eine Lehre als Gärtner.

## Tötung

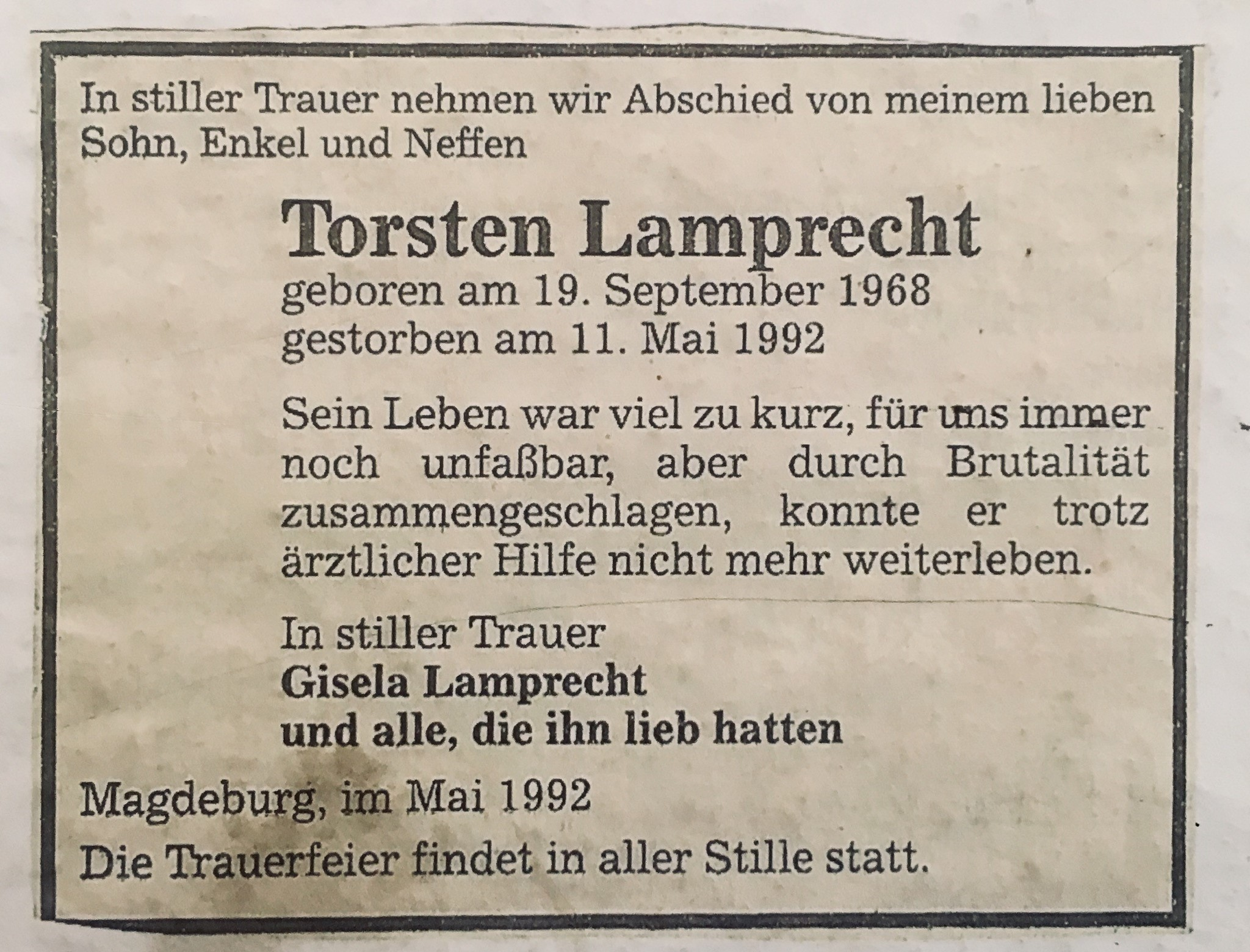
Traueranzeige für Torsten Lamprecht

Am 9. Mai 1992 brachen 50–60 bewaffnete Neonazis vom Jugendclub Alexis Kivi in Magdeburg-Nord mit ca. 20 Personenkraftwagen in Richtung der Cracauer Gaststätte Elbterrassen auf, wo zu diesem Zeitpunkt etwa 30 Punks und Hippies eine Geburtstagsfeier veranstalteten.
Gegen 23:00 Uhr wurde die Polizei durch einen offenbar fingierten Anruf an eine weiter entfernte Straße gerufen, weil „Jugendliche Autos demolierten“. Wenig später wurde die Feier von den Neonazis, die sich trotz massiver Gegenwehr Zugang in die Gaststätte verschaffen konnten, mit Baseballschlägern, Stahlrohren und Leuchtkugeln angegriffen. Während des Überfalls riefen die Angreifer wiederholt „Heil Hitler“ und „Sieg Heil“.
Zwischen 23:10 und 23:20 Uhr erhielt die Polizei mehrere Anrufe von Anwohnern, die auf den Überfall aufmerksam machten. Die daraufhin abgestellten Polizeikräfte forderten weder Verstärkung an noch griffen sie ein, sondern beobachteten lediglich aus einiger Entfernung die Vorgänge. Erst gegen 23:45 Uhr, als die Angreifer sich bereits zurückgezogen und die Krankenwagen die Verletzten abtransportiert hatten, entschlossen sich die Polizeikräfte einzugreifen. Sie stellten die Personalien der Angegriffenen fest und führten Waffenkontrollen durch.
Der Polizei wurde vorgeworfen, dass sie während des circa 30 Minuten dauernden Überfalls in der Nähe der Gaststätte gewesen sei, aber nicht eingegriffen habe und die Täter habe entkommen lassen.
Infolge des Angriffs wurden acht Punks schwer verletzt ins Krankenhaus eingeliefert. Lamprecht erlitt lebensgefährliche Kopfverletzungen (offener Schädelbasisbruch), denen er im Alter von 23 Jahren zwei Tage später erlag.

## Nachwirkung

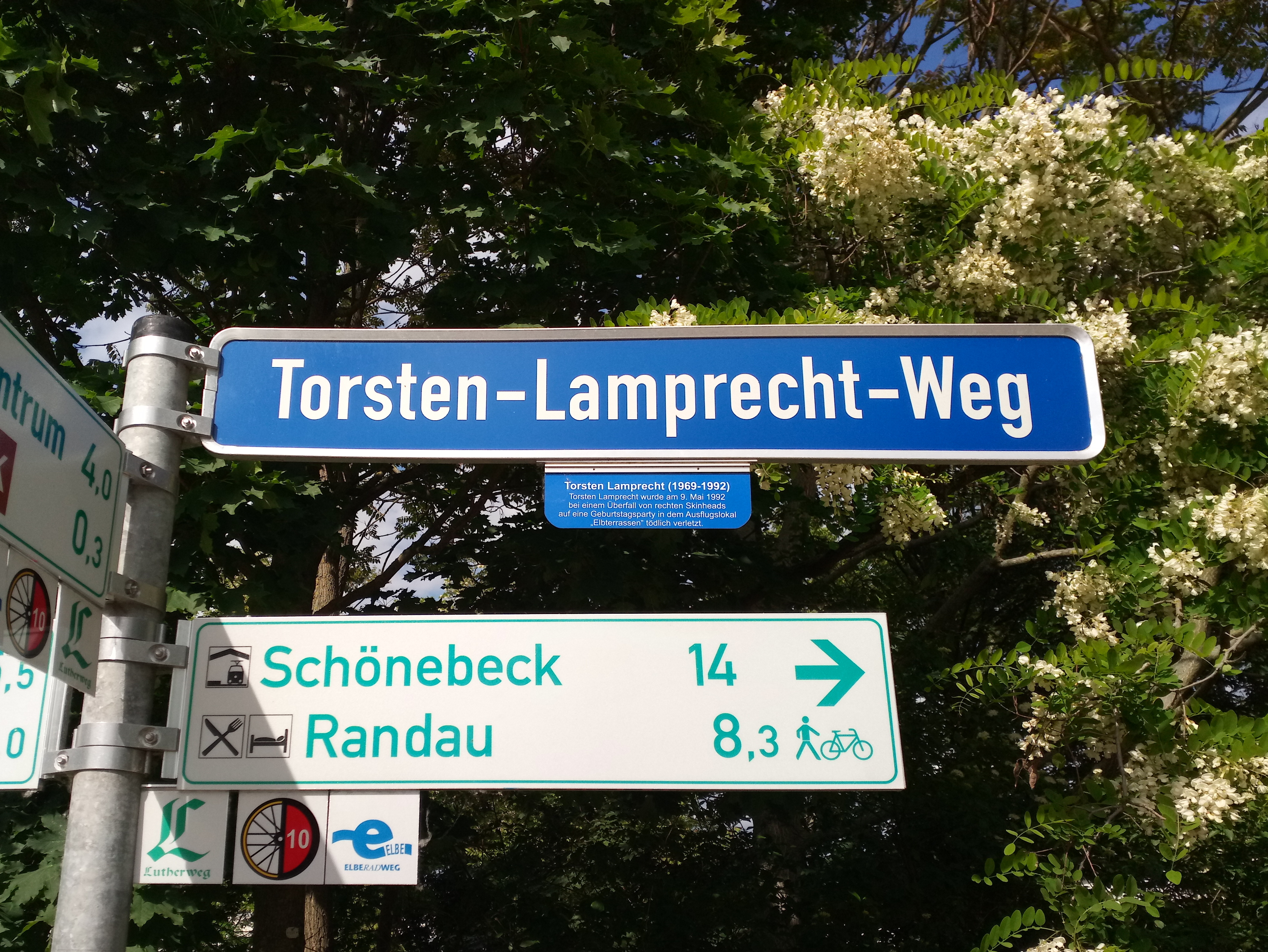
Straßenschild des Torsten-Lamprecht-Weges in Magdeburg

Es wurde gegen mehr als 30 Personen ermittelt und gegen 18 Anklage erhoben. Im Februar 1995 verurteilte das Landgericht Magdeburg einen 24-jährigen Wolfsburger wegen Landfriedensbruchs im besonders schweren Fall in Tateinheit mit gefährlicher Körperverletzung zu vier Jahren Haft. Wer Lamprecht getötet hat, ist bisher nicht aufgeklärt worden.
Die Tötung Lamprechts gehört zu einer Reihe rechtsextremistischer Übergriffe in Magdeburg. Weitere Ereignisse waren die Hetzjagd auf Ausländer am 12. Mai 1994, die sogenannten Magdeburger Himmelfahrtskrawalle, die Ermordung Frank Böttchers an der Straßenbahn-Endstelle in Neu Olvenstedt am 8. Februar 1997, weitere Übergriffe auf Ausländer, Obdachlose, vermeintliche Linke und Punks sowie Brandanschläge beispielsweise auf alternative Wohnprojekte.
Das Bündnis gegen Rechts Magdeburg erinnert regelmäßig mit Veranstaltungen an Lamprecht. Der Weg, an dem sich die Gaststätte Elbterrassen befand, erhielt 2013 zu seinem Gedenken den Straßennamen Torsten-Lamprecht-Weg. Unmittelbar unter dem Straßenschild beschreibt ein kleines Zusatzschild das Geschehene.

## Weitere Quellen
- Informationen der Mobilen Beratung für Opfer rechtsextremer Gewalt, Newsletter Nr. 8 (PDF; 121 kB), Frühling 2005
- Antifa Infoportal: „Den Opfern einen Namen geben - Gedenken an Thorsten Lamprecht“ (Memento vom 2. Juni 2008 im Internet Archive), 13. Mai 2007

| Personendaten    | Personendaten                                          |
| ---------------- | ------------------------------------------------------ |
| NAME             | Lamprecht, Torsten                                     |
| KURZBESCHREIBUNG | deutsches Mordopfer rechtsextremistischer Jugendlicher |
| GEBURTSDATUM     | 19. September 1968                                     |
| STERBEDATUM      | 11. Mai 1992                                           |
| STERBEORT        | Magdeburg                                              |